# Ceronema gowdeyi
Ceronema gowdeyi är en insektsart som först beskrevs av Robert Newstead 1911.  Ceronema gowdeyi ingår i släktet Ceronema och familjen skålsköldlöss.
Artens utbredningsområde är Uganda. Inga underarter finns listade i Catalogue of Life.